# Kotzfeld
Kotzfeld ist ein Ortsteil im Stadtteil Bärbroich von Bergisch Gladbach.

## Geschichte
Der Name Kotzfeld geht zurück auf einen mittelalterlichen oder frühneuzeitlichen Einzelhof, der im Urkataster unter dieser Bezeichnung verzeichnet ist. In den Kirchenverzeichnissen wurde er bereits im 17. Jahrhundert aufgeführt. 1905 gab es hier drei Höfe mit insgesamt 16 Bewohnern. Für das Bestimmungswort Kotz gibt es verschiedene Deutungen. Möglich ist ein Zusammenhang mit geringwertigem Fleisch, das heißt mit den Abfällen des Schlachtviehs, wobei Teile der Eingeweide nicht ordnungsgemäß entsorgt wurden. Nach mundartlicher Deutung verweist der Siedlungsname auf ein kortes oder kottes Feld, das heißt auf einen Acker minderer Qualität.
Laut der Uebersicht des Regierungs-Bezirks Cöln besaß der als „Bauergut“ kategorisierte Ort 1845 ein Wohnhaus. Zu dieser Zeit lebten sechs Einwohner im Ort, alle katholischen Glaubens.